# Carlos Monzón
Carlos Roque Monzón (San Javier, província de Santa Fe, Argentina, 7 d'agost de 1942 - Santa Rosa de Calchines, província de Santa Fe, Argentina, 8 de gener de 1995) va ser un boxejador argentí conegut per haver assolit el títol de campió mundial de pes mitjà entre 1970 i 1977. És considerat un dels millors esportistes argentins de la història i un dels millors boxejadors del segle xx. El 14 de febrer de 1988 va matar la seva dona Laura Muñiz. Va ser condemnat a 11 anys de presó per homicidi de la seva dona. Fou el primer cas de feminicidi mediàtic i públic de l'Argentina.
Va morir el 8 de gener de 1995 en un accident de trànsit.

## Palmarès i distincions
- 87 victòries (59 K.O.)[2]
- 15 campionats del món (15 guanyats)
- 3 derrotes (pels punts)
- Elegit boxejador de l'any el 1972 per la Ring Magazine
- Membre de l'International Boxing Hall of Fame des de la seva creació el 1990